# Magnolia balansae
Magnolia balansae är en magnoliaväxtart som beskrevs av A.Dc. Magnolia balansae ingår i släktet Magnolia och familjen magnoliaväxter. Inga underarter finns listade i Catalogue of Life.